# Municipio de Eldridge (Misuri)
El municipio de Eldridge (en inglés: Eldridge Township) es un municipio ubicado en el condado de Laclede en el estado estadounidense de Misuri. En el año 2010 tenía una población de 900 habitantes y una densidad poblacional de 5,55 personas por km².

## Geografía
El municipio de Eldridge se encuentra ubicado en las coordenadas 37°50′9″N 92°46′12″O / 37.83583, -92.77000. Según la Oficina del Censo de los Estados Unidos, el municipio tiene una superficie total de 162.09 km², de la cual 161,59 km² corresponden a tierra firme y (0,31 %) 0,51 km² es agua.

## Demografía
Según el censo de 2010, había 900 personas residiendo en el municipio de Eldridge. La densidad de población era de 5,55 hab./km². De los 900 habitantes, el municipio de Eldridge estaba compuesto por el 95,89 % blancos, el 0,33 % eran afroamericanos, el 0,22 % eran amerindios, el 1 % eran asiáticos, el 0,11 % eran de otras razas y el 2,44 % eran de una mezcla de razas. Del total de la población el 0,56 % eran hispanos o latinos de cualquier raza.